# Provincia di Mila
La provincia di Mila (in arabo ولاية ميلة) è una delle 58 province (wilaya) dell'Algeria. Prende il nome dal capoluogo Mila. Altre città importanti della provincia sono Telerghma, Grarem Gouga, Hamala e Rouached.

## Popolazione
La provincia conta 766.886 abitanti, di cui 386.591 di genere maschile e 380.295 di genere femminile, con un tasso di crescita dal 1998 al 2008 dell'1.3%.

## Geografia antropica

### Suddivisioni amministrative
Questa provincia è formata da 13 distretti, loro volta divisi in 32 comuni.

#### Distretti
- Distretto di Aïn Beida Harriche
- Distretto di Bouhatem
- Distretto di Chelghoum Laïd
- Distretto di Ferdjioua
- Distretto di Grarem Gouga
- Distretto di Mila
- Distretto di Oued Endja
- Distretto di Rouached
- Distretto di Sidi Mérouane
- Distretto di Tadjenanet
- Distretto di Tassadane Haddada
- Distretto di Teleghma
- Distretto di Terrai Bainen